# 1976 en sport automobile
Chronologie du Sport automobile
1975 en sport automobile - 1976 en sport automobile - 1977 en sport automobile

## Les faits marquants de l'année1976enSport automobile
- James Hunt remporte le Championnat du monde de Formule 1 au volant d'une McLaren-Ford.

## Par mois

### Janvier
- 25 janvier, (Formule 1) : Grand Prix automobile du Brésil.

### Février
- 15 février, (Rallye automobile) : arrivée du Rallye de Suède.

### Mars
- 6 mars, (Formule 1) : Grand Prix automobile d'Afrique du Sud.
- 14 mars, 
  - (Rallye automobile) : arrivée du Rallye du Portugal.
  - Race of champions
- 28 mars, (Formule 1) : Grand Prix automobile de la côte ouest des États-Unis.

### Avril
- 19 avril (Rallye automobile) : arrivée du Rallye Safari.

### Mai
- 2 mai (Formule 1) : Grand Prix automobile d'Espagne.
- 16 mai (Formule 1) : Grand Prix automobile de Belgique.
- 28 mai (Rallye automobile) : arrivée du Rallye de l'Acropole.
- 30 mai
  - (Formule 1) : Grand Prix automobile de Monaco.
  - 500 miles d'Indianapolis

### Juin
- 12 juin : départ de la quarante-quatrième édition des 24 Heures du Mans.
- 13 juin :
  - (Formule 1) : Grand Prix automobile de Suède.
  - Victoire de Jacky Ickx et Gijs van Lennep aux 24 Heures du Mans.
- 27 juin (Rallye automobile) : arrivée du Rallye du Maroc.

### Juillet
- 4 juillet (Formule 1) : victoire de James Hunt sur une McLaren-Ford au Grand Prix automobile de France.
- 18 juillet (Formule 1) : Grand Prix automobile de Grande-Bretagne.

### Août
- 1er août (Formule 1) : Grand Prix automobile d'Allemagne.
- 15 août (Formule 1) : Grand Prix automobile d'Autriche.
- 29 août :
  - (Formule 1) : Grand Prix automobile des Pays-Bas.
  - (Rallye automobile) : arrivée du Rallye de Finlande.

### Septembre
- 12 septembre (Formule 1) : Grand Prix automobile d'Italie.

### Octobre
- 3 octobre (Formule 1) : Grand Prix automobile du Canada.
- 10 octobre :
  - Formule 1 : Grand Prix automobile de la côte est des États-Unis.
  - Rallye automobile : arrivée du Rallye Sanremo.
- 24 octobre (Formule 1) : Grand Prix automobile du Japon.

### Novembre
- 7 novembre (Rallye automobile) : arrivée du Tour de Corse.
- 26 novembre (Rallye automobile) : arrivée du Rallye de Grande-Bretagne.

## Naissances
- 19 janvier : Tarso Marques, pilote automobile brésilien.
- 24 janvier : 
  - Marco Campos, pilote brésilien, († 15 octobre 1995).
  - Carlos Eduardo Santos Galvão Bueno Filho dit « Cacá Bueno », pilote automobile brésilien.
- 31 janvier : Buddy Rice, pilote automobile américain, a notamment remporté les 500 Miles d'Indianapolis en 2004.
- 13 février : Jörg Bergmeister, pilote automobile allemand
- 28 février : Juha Salo, pilote automobile finlandais de rallyes.
- 17 mars : Florian Gonon, pilote automobile suisse.
- 5 mai : Jean-François Dumoulin, pilote automobile automobile.
- 27 mai : Marcel Fässler, pilote automobile suisse.
- 3 juin : Karl Allard, pilote automobile canadien.
- 13 juin : Jukka Ketomäki, pilote automobile finlandais de rallyes.
- 29 juin : Daniel Carlsson, pilote automobile (rallye) suédois.
- 24 juillet : Tiago Monteiro, pilote automobile portugais, ayant disputé 37 Grands Prix de 2005 à 2006.
- 27 août : Mark Webber pilote automobile australien.
- 2 septembre : Denny Zardo, pilote automobile italien.
- 27 octobre : David Terrien, pilote automobile français.
- 22 novembre : Jason Hathaway, pilote automobile de stock-car.

## Décès
- 10 mai : Emil Vorster, entrepreneur et pilote automobile allemand. (° 12 avril 1976).
- 28 juillet : George Souders, pilote automobile américain. (° 11 septembre 1900).